# Flaga Południowej Afryki
Ostatnia flaga Południowej Afryki została ustanowiona 27 kwietnia 1994, po zakończeniu ery apartheidu. Z tego powodu flaga symbolizuje wszystkie kultury RPA.

## Historia

### Poprzednia flaga
Flagę – wówczas Związku Południowej Afryki – wprowadzono po długich dyskusjach 31 maja 1928 roku. Nazwano ją Prinsevlag, co w języku Afrikaans oznacza „flaga książęca”. Użyto flagi Burów o płatach pomarańczowym, białym i niebieskim, będącej przekształceniem flagi Holandii. W białym pasie umieszczono flagi Wielkiej Brytanii, Wolnego Państwa Oranii oraz Transwalu.

Flaga ZPA z lat 1910–1912, oparta na brytyjskiej banderze (Red Ensign)
Faktyczna flaga ZPA z lat 1912–1928, oparta na brytyjskiej banderze (Red Ensign)
Flaga RPA ("Prinsevlag"), używana w latach 1928–1994. Proporcje 2:3

### Nowa flaga
W okresie przemian ustrojowych zapoczątkowanych na początku lat 90. XX wieku, RPA została na nowo przyjęta do społeczności sportowej. Nie chciano jednak, by sportowcy południowoafrykańscy występowali pod starą, zhańbioną flagą. Zarówno na LIO w Barcelonie, oraz na ZIO w Lillehammer RPA występowała pod specjalnie zaprojektowanymi flagami południowoafrykańskiego komitetu olimpijskiego (SASCOC).

Flaga RPA podczas LIO Barcelona 1992.
Flaga RPA podczas ZIO Lillehammer 1994.

Obecna flaga została ustanowiona w dniu pierwszych wolnych wyborów w RPA – 27 kwietnia 1994. Powodem zmiany flagi była chęć podkreślenia politycznych zmian zachodzących w kraju.
Ogólnokrajowy konkurs ogłoszony wcześniej okazał się bezowocny, żadna ze zgłoszonych flag nie została zaakceptowana przez powołaną komisję. Przejściową flagę zaprojektował rzecznik prasowy rządu RPA Frederick Brownell, po czym jej wzór, który początkowo spotkał się z mieszanym przyjęciem, został następnie zaakceptowany i ostatecznie zatwierdzony w konstytucji RPA z 8 maja 1996.
Do flagi RPA (obróconej o 90°) nawiązuje wprost herb Nelsona Mandeli nadany mu z okazji odznaczenia Królewskim Orderem Serafinów w 1997: w tarczy trójdzielnej w rosochę, czarno – czerwono – niebieskiej, zielony rosochacz, obramowany u góry złotem, u dołu srebrem..
Flaga ta używana jest jako flaga państwowa i prywatna, a także bandera cywilna. Jest także umieszczona w kantonie nowej bandery wojennej, składającej się oprócz niej z zielonego krzyża równoramiennego na białym tle.

## Symboliczne znaczenie flagi
Kolory nie mają oficjalnego znaczenia, ale zielony, czarny i złoty przypisywany jest ANC (partii Nelsona Mandeli). Kolory biały, niebieski i czerwony pochodzą ze starej flagi.
Flaga nawiązuje do poprzednich barw, gdzie kolor czerwony symbolizował krew, niebieski – niebo, zielony – ląd, czarny – ludność afrykańską
, biały – Europejczyków, żółty – minerały.
Według nieoficjalnego wytłumaczenia symboliki, centralne „Y” symbolizuje jedność kraju bez apartheidu.
Czerwony, biały i niebieski to kolory flagi Holandii i symbolizują białych osadników w RPA.
Czarny, zielony i złoty są kolorami afrykańskich ruchów oporu.